# متئو کوچی
متئو کوچی (زاده ۱ فوریه ۲۰۲۷) یک بازیکن فوتبال اهل ایتالیا است. که در پست مدافع برای باشگاه فوتبال اینتر میلان بازی می‌کند.